# Karavelle

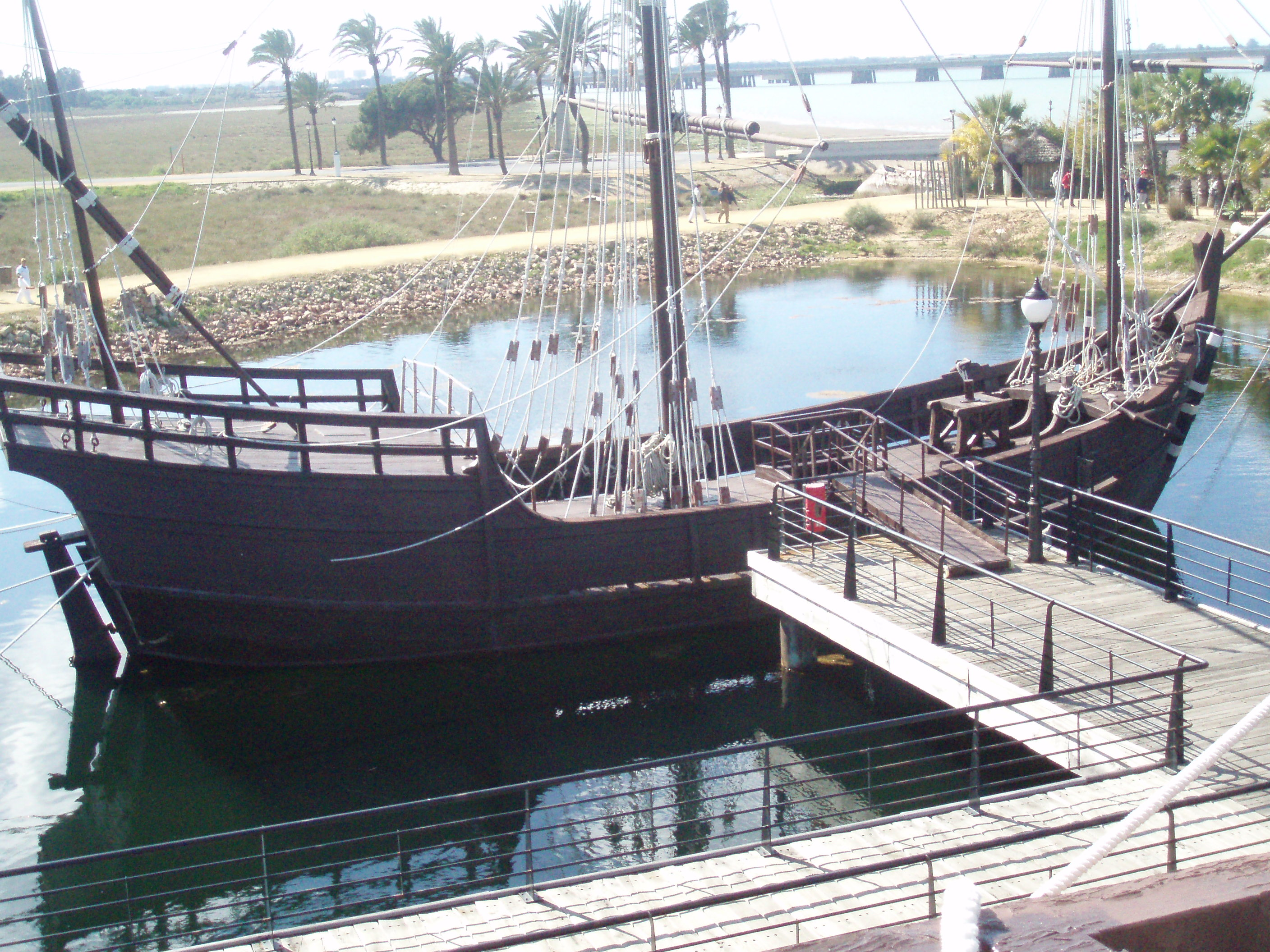
Nachbau der historischen Karavelle La Niña, eines der drei Schiffe, mit denen Kolumbus den Atlantik überquerte. Gelegen im „Karavellen-Dock“ von Palos de la Frontera in Spanien.

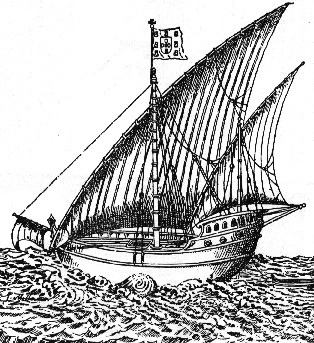
Portugiesische Karavelle des 16. Jahrhunderts

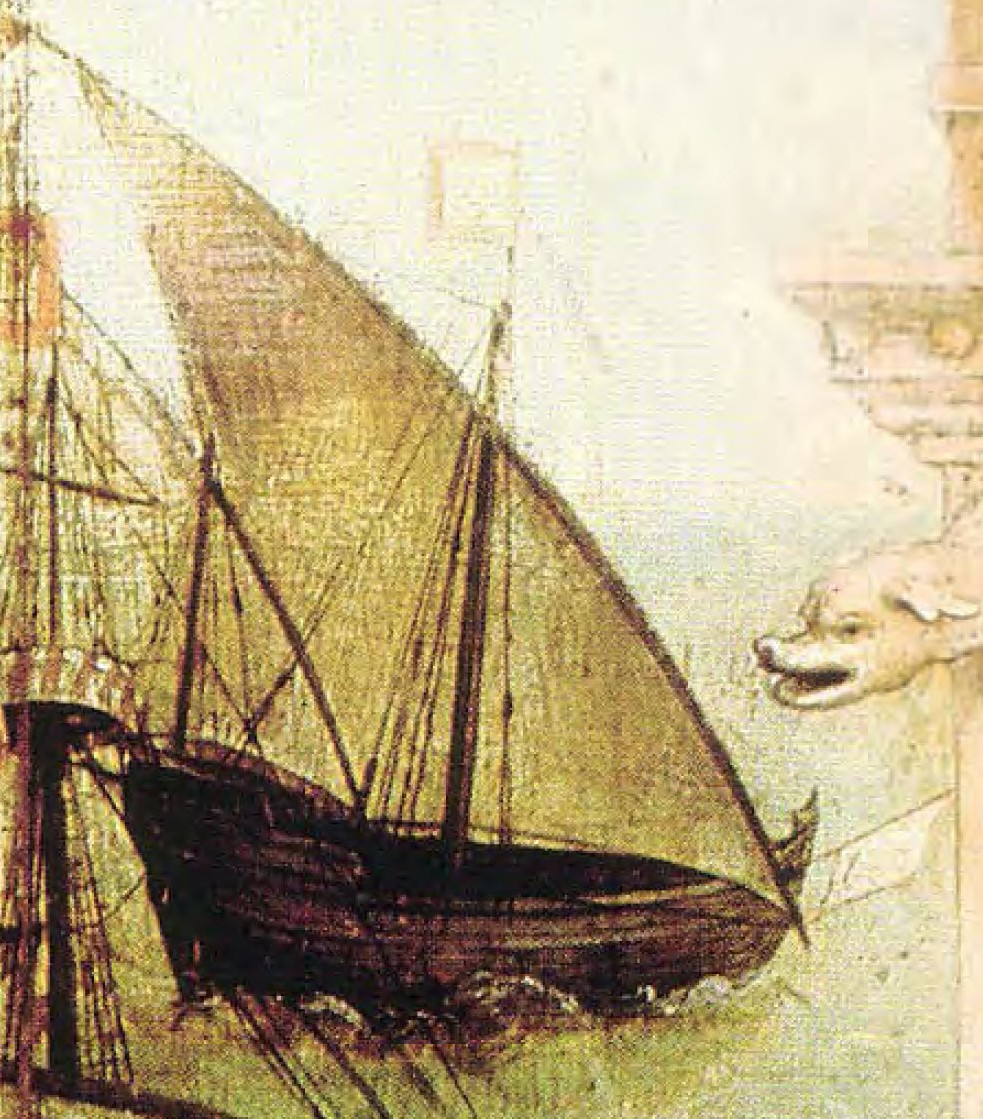
Zeitgenössische Darstellung einer Karavelle (um 1520)

Die Karavelle war ein zwei- bis viermastiger Segelschifftyp des 14. bis 16. Jahrhunderts. Merkmale waren 100 bis 180 Tonnen Verdrängung, geringer Tiefgang, hohes Heck und zumeist Lateinertakelung. Karavellen waren schnell und zeigten sehr gute Eigenschaften am Wind.
Die portugiesischen und spanischen Karavellen spielten eine entscheidende Rolle bei den Fahrten auf dem Seeweg nach Indien entlang der westafrikanischen Küste und nach Amerika.

## Herkunft des Begriffs
Das Online Etymology Dictionary leitet die Herkunft des Begriffes vom französischen Wort caravelle her, das sich wiederum auf das portugiesische caravela bezieht. Hier wird dann eine Linie zum spätlateinischen carabus (kleines, mit Leder bespanntes, geflochtenes Boot) bzw. dem griechischen karabos gezogen.
In einer weiteren wesentlichen Entwicklungslinie wird in der Literatur sehr häufig auch auf den Einfluss der Araber verwiesen. Vom arabischen qārib (قارب) bzw. carib wird das portugiesische cáravo hergeleitet; dies alles sind Bezeichnungen für ein kleines Fischer- bzw. Küstenboot mit Lateinersegel.
Neben diesen in der Literatur mehrheitlich anzutreffenden Positionen werden noch andere etymologische bzw. „volksetymologische“ Auffassungen vertreten.
Im Portugiesischen wird z. B. der Begriff caravela mit carvalho (Eichenholz) als Baustoff der Karavellen in Verbindung gebracht. Eine weitere mögliche Entwicklungslinie bezieht sich auf den portugiesischen Begriff carav(o) à vela (etwa: kleines Boot unter Segeln/Segelboot).
Im Deutschen wird Karavelle gern mit dem Namen Kraweel (oder auch Karweel) in Beziehung gesetzt, da die Karavellen im Gegensatz zu der nordischen Bauart mit Klinkerbeplankung über eine glatte bzw. kraweele Rumpfbeplankung verfügten.

## Hintergründe und Voraussetzungen für die Entwicklung der Karavelle
Unter der Schirmherrschaft von Heinrich dem Seefahrer gelangten die Portugiesen mit der Überwindung des Kap Bojador im Jahre 1434 in Gewässer des Atlantik, deren Wind- und Strömungsverhältnisse keine einfache Rückreise vor dem Wind mehr gestatteten.
Wesentliche technische Erfindungen wie Kompass, Astrolabium bzw. Jakobsstab oder schon sehr exakte Seekarten wurden bereits genutzt. Da jedoch die Entfernungen von den Heimathäfen immer größer wurden, benötigten die Portugiesen zunehmend Schiffe, die lange Strecken schnell und, wenn nötig, auch ohne Aufenthalt zurücklegen konnten. Dies erforderte nicht nur die Möglichkeit, hoch am Wind segeln zu können, sondern auch die Fähigkeit, ausreichend Proviant und Ersatzteile für eine längere Reise mitzuführen. Es wurden Schiffe benötigt, die, auch ohne die technischen Möglichkeiten einer Werft, eine Überholung des Rumpfes und andere Reparaturen selbst an ungünstigen Orten zuließen. Des Weiteren mussten diese Schiffe zur Weiterführung der portugiesischen Entdeckungen in der Lage sein, die Erforschung (auch widriger) Strömungs- und Windverhältnisse im Atlantik abzusichern sowie die Möglichkeit bieten, auch flache Küstengewässer und Flussläufe zu befahren.
Aufbauend auf den Erfahrungen der portugiesischen Seeleute beim Befahren des Atlantiks entwickelte sich seit den 1440er Jahren zunehmend die Karavelle zu einem solchen Schiff.

## Entwicklungsgeschichte der Karavelle

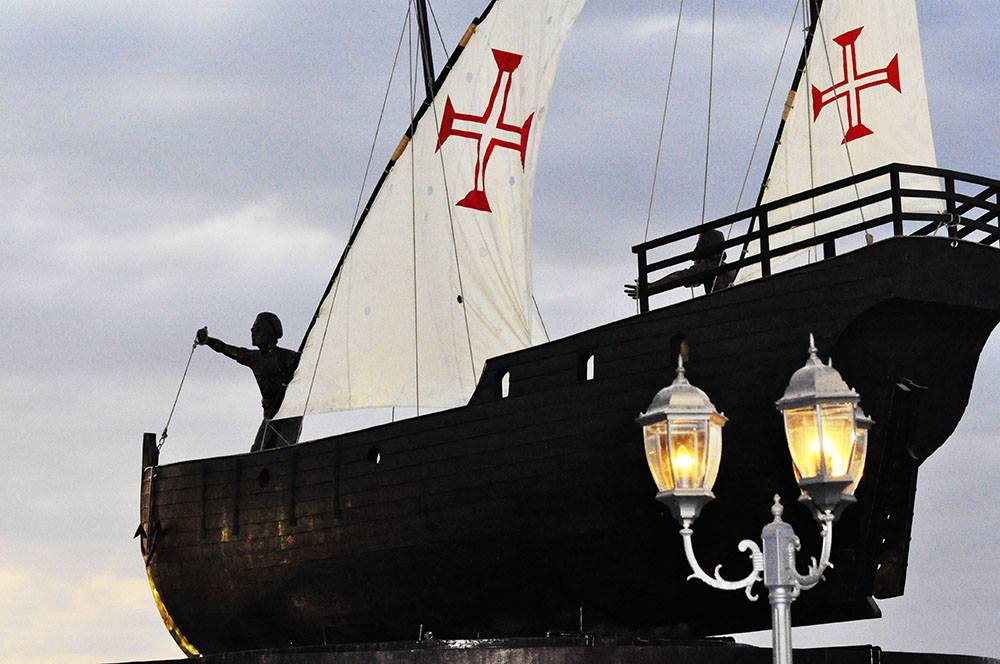
Lifau-Monument in Oe-Cusse Ambeno

Die Entwicklung zur Karavelle als Schiffstyp zeigt zwei wesentliche Entwicklungslinien:
- Zum einen ist das ein mindestens seit dem 10. Jahrhundert von den Mauren genutztes, kleines und einmastiges Fischer- und Küstenboot mit Lateinersegeln. Es war an den nordafrikanischen Atlantik- und Mittelmeerküsten ebenso zu finden wie an den Küsten der muslimischen Algarve. Das als qârib bezeichnete Schiff diente nicht nur als Fischerboot und Küstensegler, sondern auch als leichtes Kriegsschiff. Eine mögliche Verwandtschaft des qârib mit der arabischen Dhau ist wahrscheinlich, jedoch nicht eindeutig belegt.
- Zum anderen wurden an den Atlantikküsten der iberischen Halbinsel auch von christlichen Seefahrern lateinerbesegelte Küsten- und Fischerboote genutzt und weiterentwickelt. Im Internet veröffentlichten Untersuchungen von Georg P. Schwarz zufolge wurde erstmals im Jahre 1226 der Begriff Karavelle verwendet, als in einem offiziellen Dokument über die Eingliederung einer portugiesischen caravela in eine englische Flotte berichtet wurde, die in die Gascogne zurückkehrte. Der Terminus caravela findet sich ebenfalls 1255 in einem durch den portugiesischen König Alfons III. erlassenen foral („Freibrief“) für die am Rio Douro auf der gegenüberliegenden Uferseite von Porto gelegene Stadt Vila Nova de Gaia. In beiden Fällen handelt es sich um die oben genannten an der Atlantikküste genutzten Küstenfrachter und Fischerboote mit Lateinersegel.

Als ein Vorläufer kann auch ein an der Algarve und der Atlantikküste als barca pescareza (30–50 t) entwickeltes Fischerboot angesehen werden, das lateinerbesegelt und einmastig noch ohne Deck bereits (in Abhängigkeit von der Größe) zwischen 10 und 20 Mann Besatzung erforderte. Ähnliche Schiffe wurden noch bis in die 1430er Jahre hinein für die Entdeckungsfahrten genutzt.
Verallgemeinernd lässt sich feststellen, dass die auf der Iberischen Halbinsel entwickelte caravela auf Schiffstypen zurückgeht, die über Jahrhunderte in der Fischerei und in der Fluss- und Küstenschifffahrt sowie später auch in der Hochseeschifffahrt genutzt wurden.
Es erweist sich als schwierig, einen einheitlichen Grundtyp der Karavellen des 15. Jahrhunderts zu definieren. Zumeist wird in der Literatur ein lateinerbesegelter Zweimaster mit Achterkastell beschrieben, der über ein durchgehendes Deck verfügte, bei relativ geringem Tiefgang eine Tragfähigkeit von 40–60 toneladas (in Portugal des 15. und 16. Jahrhunderts ca. 32–47,5 t) aufwies und bis zu 20 Mann Besatzung benötigte. Diese Schiffe hatten eine Länge von ca. 20–25 m (bei einem Länge-Breite-Verhältnis von etwa 3 bis 4 : 1) und konnten bei Windstille auch mit Riemen bewegt werden. Sie waren kraweel beplankt, d. h. mit nebeneinander liegenden Planken – im Gegensatz zu den sich überlappenden Planken bei der Klinker-Bauweise. Das Ruder lag mittschiffs. Im letzten Viertel des 15. Jahrhunderts wurden die Karavellen mit leichter Artillerie bestückt. Sie war sehr gut in der Lage, hoch am Wind zu segeln, jedoch ein schlechter Segler bei achterlichem Wind.
Dieser Schiffstyp war das Standardschiff der portugiesischen und spanischen Entdeckungsfahrten, mit ihm wurde der Seeweg südwärts an der afrikanischen Westküste entlang erkundet, die Strömungs- und Windverhältnisse im Südatlantik erforscht, das Kap der Guten Hoffnung umrundet und die Atlantiküberquerung realisiert. Der portugiesische Chronist Gomes Eanes de Zurara belegt im Kapitel XI seiner Crónica do descobrimento e conquista da Guiné zum ersten Mal für das Jahr 1440 den Einsatz von Karavellen auf den portugiesischen Entdeckerfahrten.
Am Ende des 15. Jahrhunderts spaltete sich die Entwicklungslinie der Karavelle nochmals auf. Auf der einen Seite entwickelte man die Karavelle mit Lateinersegel, die caravela latina, weiter. Neben Zweimastern wurden auch Dreimaster mit einer Tragfähigkeit von bis zu 80 toneladas (ca. 63,5 t) und ca. 30–35 m Länge gebaut, auf denen bis zu 60 Mann Besatzung fuhren. Diese relativ kleinen, aber sehr schnellen und wendigen Schiffe dienten in den Marinen der iberischen Staaten bis in die zweite Hälfte des 18. Jahrhunderts hauptsächlich als Nachrichten- und Meldeschiffe, als Aufklärer und Vorpostenschiffe sowie als Schnellfrachtsegler und leichte Transportschiffe.
Auf der anderen Seite entstand die caravela redonda bzw. Quersegelkaravelle. Gebaut als Drei- und sogar Viermaster führte sie nur an Fock- oder an Fock- und Großmast Rahsegel, an den anderen Masten weiterhin Lateinersegel. Der Begriff redonda bedeutet rund und wird mit dem Aussehen des Schiffes bei windgefüllten Rahsegeln erklärt. Ende des 16. Jahrhunderts erzielten Quersegelkaravellen eine Tragfähigkeit von bis zu 200 toneladas (ca. 158,5 t), waren größer und robuster als die traditionellen Karavellen gebaut, gut mit Artillerie bestückt und erreichten eine beachtliche Feuerkraft. Einige dieser Schiffe verfügten bereits über zwei Decks sowie über Achterkastelle mit 2½ Decks. Die caravela redonda war stärker an der Nao als an der Lateinerkaravelle orientiert. Die konsequente Fortsetzung dieses Weges im Schiffbau mit den Schwerpunkten Traglast und Kampfstärke führte dann zur Galeone.
Die Quersegelkaravelle wurde bis ins 18. Jahrhundert hinein als bewaffnetes Transport- und Kriegsschiff verwendet. Die Portugiesen setzten es als Eskorte auf der Brasilien- und Indienroute sowie zum Schutz des Schiffsverkehrs mit den Atlantikinseln ein, es diente zur Überwachung der Meerenge von Gibraltar, aber auch zum Küstenschutz und der Piratenbekämpfung. Caravelas redondas gehörten zum portugiesischen Indiengeschwader und nahmen 1511 unter Afonso de Albuquerque an der Eroberung von Malakka teil. Auf Grund ihrer Eigenschaften als Kampfschiff wurde die Quersegelkaravelle auch als caravela armada bezeichnet.

## Bekannte Karavellen
An der ersten Umseglung der Südspitze Afrikas unter Bartolomeu Dias (1487/88) waren die Lateinersegelkaravellen São Cristóvão (Flaggschiff) und São Pantaleão beteiligt.
Vasco da Gama hatte bei seiner Entdeckung des Seewegs nach Indien (1498/99) die drei – nach den drei Erzengeln benannten – Karavellen São Gabriel, São Rafael und São Miguel zur Verfügung. Die São Rafael musste auf der Rückreise aufgegeben werden, da durch den Tod zahlreicher Seeleute für drei Schiffe nicht mehr genug Besatzung zur Verfügung stand.
Allgemein bekannt sind die Karavellen der ersten Amerikafahrt (1492) von Christoph Kolumbus: Niña und Pinta. Ein vor der Küste Panamas gefundenes Wrack einer Karavelle bietet Gelegenheit, genaue Informationen über diesen Schiffstyp zu gewinnen. Bei dem Wrack handelt es sich wahrscheinlich um das Wrack der Vizcaína, die von Kolumbus auf seiner vierten Reise wegen Wurmfraß aufgegeben werden musste.